# Formica archboldi
Formica archboldi é uma espécie de formiga do gênero Formica, pertencente à subfamília Formicinae.